# Шевченковская поселковая община
Шевченковская поселковая территориальная община (укр. Шевченківська селищна громада)  – территориальная община в Украине, в Купянском районе Харьковской области. Административный центр – посёлок Шевченково.

## География

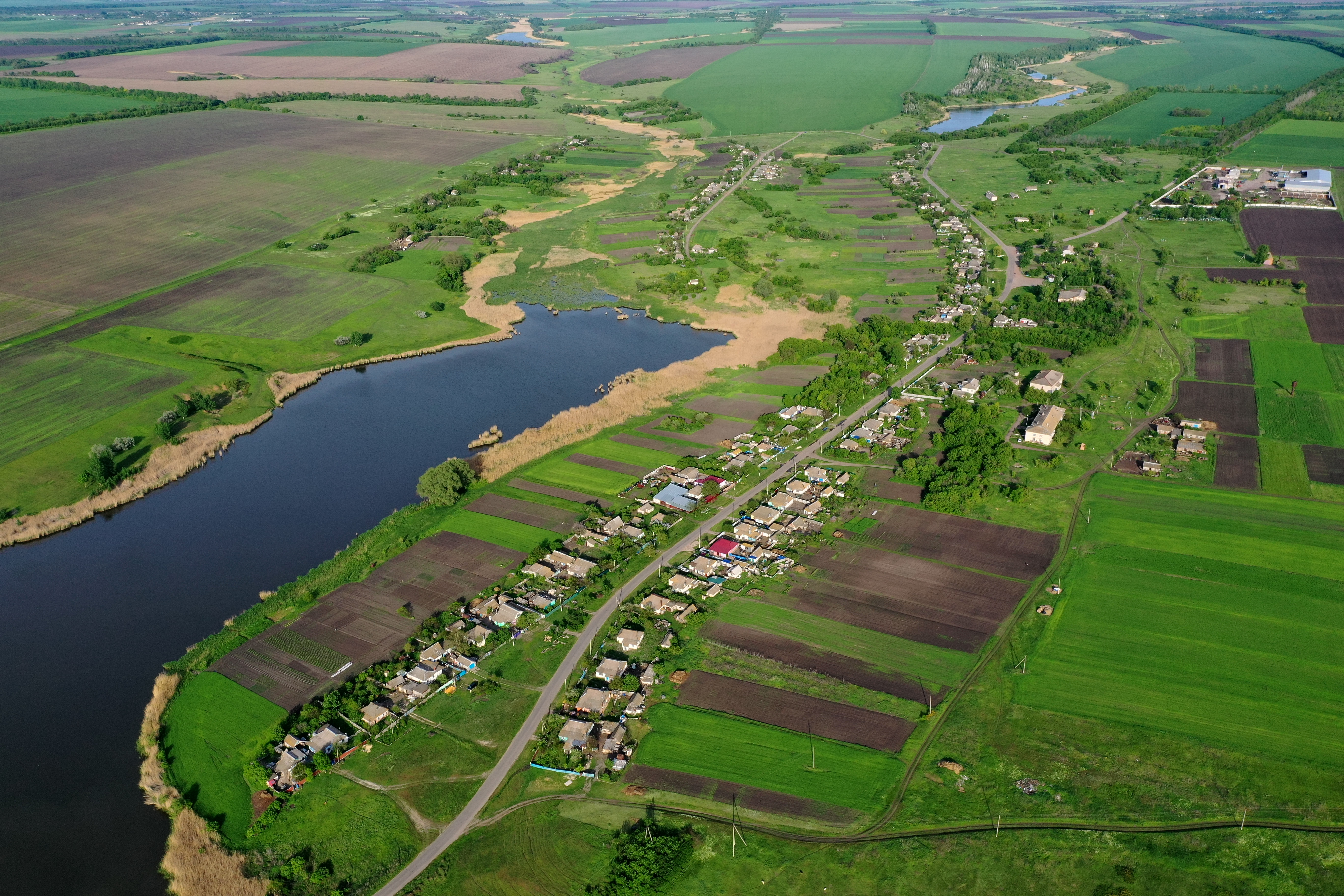
С. Петрополье с высоты

Площадь общины - 979,1 км2, население общины - 19 694 человек (2020) Община граничит на севере с Великобурлуксккой поселковой общиной, Печенежской поселковой общиной, на востоке — с Кондрашовской сельской общиной, Купянской городской общиной, Куриловской сельской общиной, на юге — с  Балаклейской гордской общиной, Савинской поселковой общиной, Куньевской сельской общиной,на западе — с Чкаловской поселковой общиной Харьковской области. От цетра общины посёлка Шевченково до города Харькова — 80 км, до райцентра города Купянска — 36 км. 
Основная река — Великий Бурлук.

## История
12 июня 2020 образована путем объединения Шевченковского поселкового совета и Аркадовского, Безмятежненськой, Берёзовской, Боровской, Василенковской, Великохуторской, Волошско-Балаклейской, Гетмановской, Нижнебурлукской, Новониколаевской, Петровской, Петровской, Петропольской сельских рад Шевченковского района Харьковской области. 
25 октября 2020 первые выборы поселкового совета и поселкового председателя Шевченковской поселковой общины состоялись .
26 февраля 2022 года Шевченковская поселковая территориальная община была оккупирована российскими войсками. Первые блокпосты появились в общине уже 24–25 февраля, а официальной датой оккупации считается 26 февраля.
7 сентября 2022 Вооруженные Силы Украины освободили поселок Шевченково, а полностью всю территорию общины - 10 сентября 2022. Таким образом, община находилась под оккупацией более шести месяцев.
5 октября 2023 года самым масштабным обстрелом общины стал ракетный удар по селу Гроза. Это нападение стало одним из самых трагических по количеству жертв среди гражданского населения в Украине с начала полномасштабного вторжения. 59 погибших, среди них восьмилетний ребенок, еще несколько человек получили ранения.

## Населённые пункты
| с. Александровка с. Алексеевка с. Аркадевка с. Бараново с. Безмятежное с. Березовка с. Богодаровка пос. Боровское с. Василенково с. Великие Хутора с. Верхнезорянское с. Владимировка с. Волосская Балаклея с. Гетмановка с. Горожановка с. Гроза с. Дуванка с. Журавка с. Зорянское с. Ивановка (Нижнебурлукский сельсовет) | с. Ивановка (Петровский сельсовет) с. Колесниковка с. Кравцовка с. Лелюковка с. Максимовка с. Малые Крынки с. Мирополье с. Михайловка (Нижнебурлукский сельсовет) с. Михайловка (Шевченковский поссовет) с. Мостовое с. Нижний Бурлук с. Никольское с. Новониколаевка с. Новостепановка с. Новый Лиман с. Огурцовка с. Отрадное с. Мирное с. Петровка с. Петрополье | с. Полтава с. Раевка с. Раздольное с. Сазоновка с. Самарское с. Семёновка с. Смоловка с. Сподобовка с. Ставище с. Станиславка с. Староверовка с. Старый Чизвик с. Сумское с. Татьяновка с. Троицкое с. Фёдоровка с. Худоярово пос. Шевченково с. Шевченково с. Шишковка |
| --- | --- | --- |

## Экономика
Основным занятием жителей общины есть сельское хозяйство. Общая площадь сельскохозяйственных угодий в общине составляет 85,7 тыс. га., из них:
- пашня — 69,6 тыс. га.;
- пастбища — 11,2 тыс. га.;
- сенокосы — 4,4 тыс. га.

Аграрный сектор общины представлен 19 действующими агрофирмами и 46 фермерскими хозяйствами. Основное направление сельскохозяйственного производства общины — растениеводство (приблизительно 75 % от общего объёма сельхозпроизводства). Значительно меньшая часть приходится на животноводство (25 %). В общине создана сеть перерабатывающих предприятий.

## Транспорт

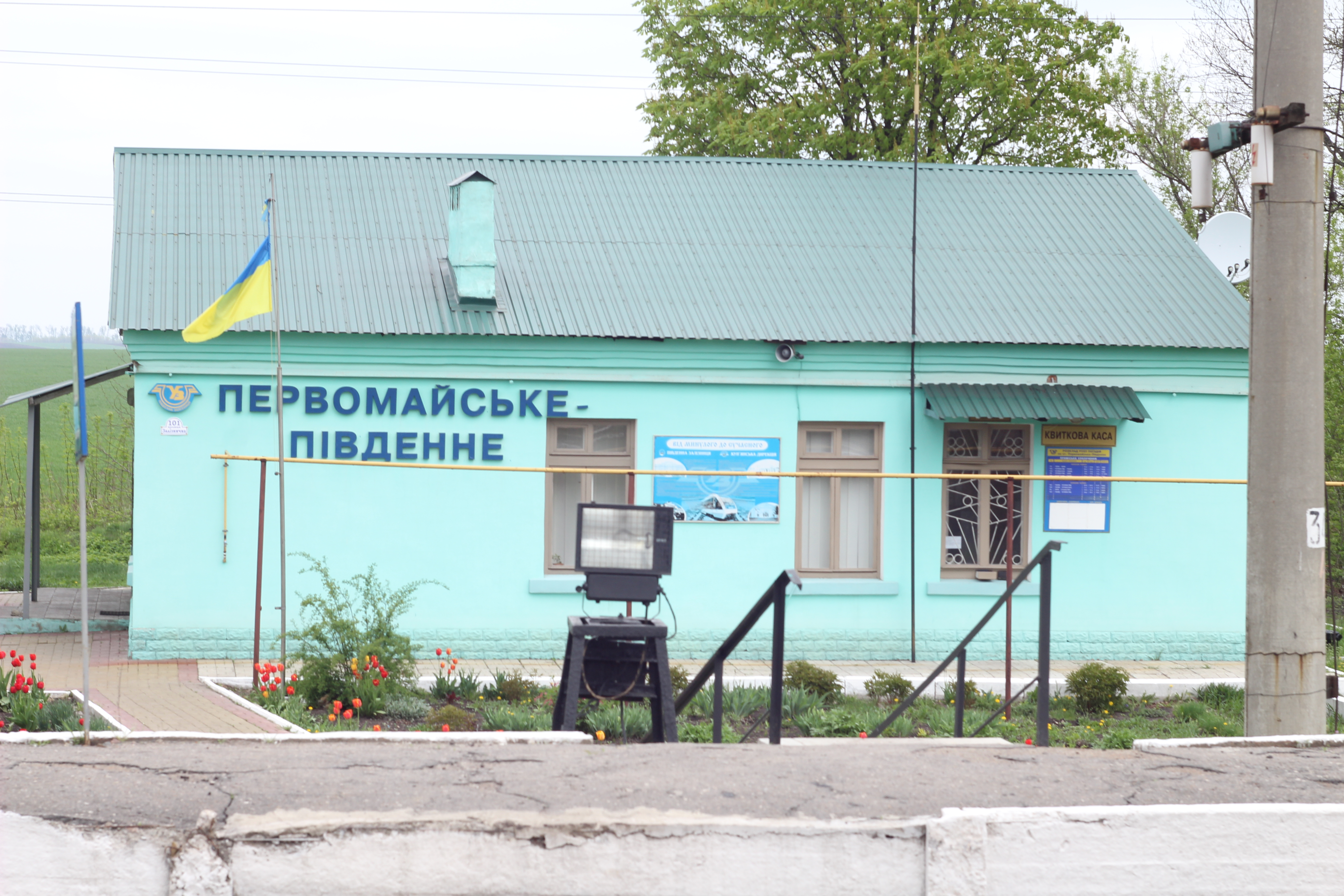
Станция "Майское" в с. Мирное

Через общину  проходят автомобильные дороги Т-2110 и Р-07.  А также железнодорожная линия Харьков — Купянск-Узловой Южной железной дороги со станциями в общине — 86 км, Шевченково-Южное, Майское, Гроза, Тишковский, Соляниковка, Староверовка,  
Для внутреннего сообщения центра общины посёлка Шевченково с другими населёнными пунктами на территории ходят маршрутные автобусные рейсы.

## Культура

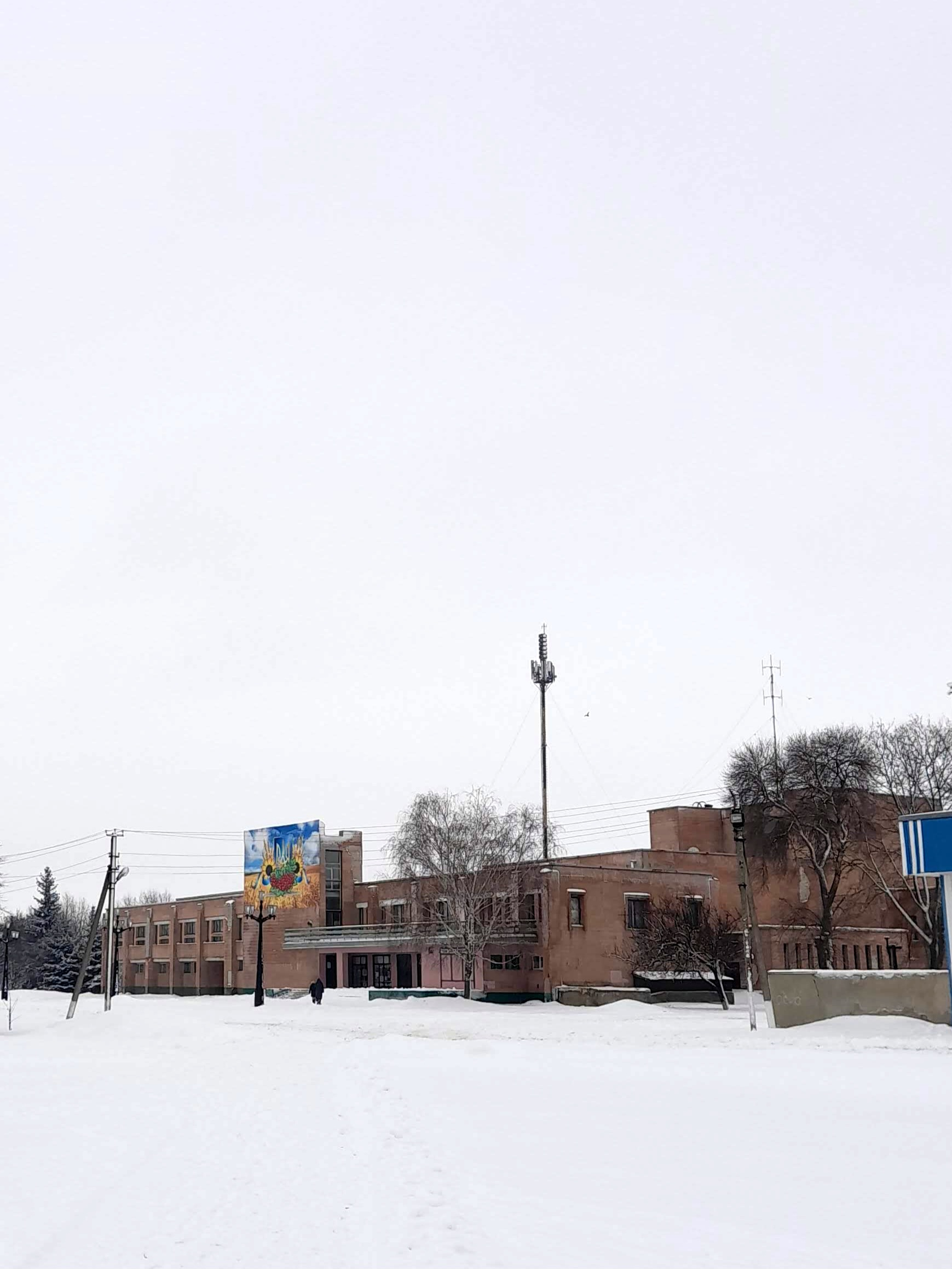
Дом культуры в пос. Шевченково

СМИ в общине представлены: районной газетой «Краевыд» и газетой «Регион», а также телеканалами УТ-1, Студия «1+1», «Интер», «Simon», ICTV, СТБ, «Новый канал».
В районе два спортивных и один тренажёрный зал, 15 футбольных полей. Лучшим в районе считается Шевченковский спортивный комплекс. .
В Шевченковском районе зарегистрированы и действуют 4 религиозных общины:
- Христиан веры евангельской «Благовест» (главный служитель общины Николай Николаевич Канарейкин);
- Евангельских христиан-баптистов (уполномоченный служитель общины Анатолий Иванович Крышталь);
- Свято-Троицкая (Украинской православной церкви);
- Свято-Казанская (Украинской православной церкви);

## Достопримечательности

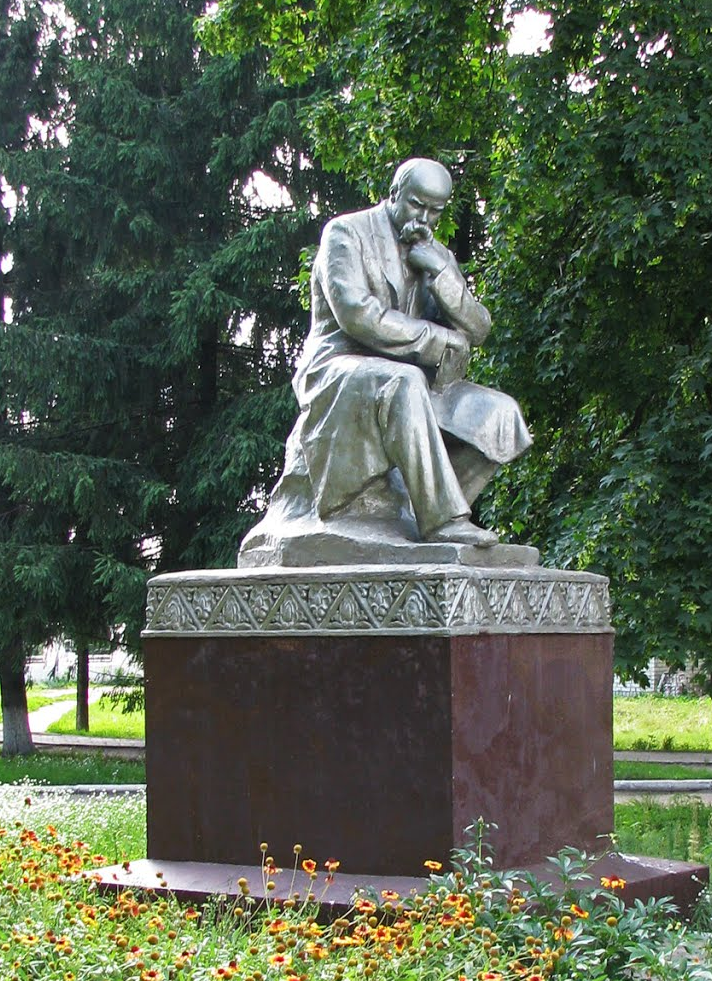
Памятник Т. Г. Шевченку возле вокзала станции Шевченково-Южное

На территории общины расположено более 600 древних курганов и 29 братских могил павших воинов Второй мировой войны. В самом посёлке Шевченково расположены два мемориальных комплекса Неизвестным солдатам. Главный из них расположен в центральной части посёлка, недалеко от центральной районной больницы. На территории мемориального комплекса установлено артиллерийское противотанковое орудие времён Великой Отечественной войны, а также памятники Ликвидаторам аварии на ЧАЭС и Защитникам Украины.
Из исторических достопримечательностей в районе имеется усадьба Марка Кропивницкого на хуторе Затишье возле села Сподобовка, где в 1902—1910 годах жил украинский драматург, основатель украинского профессионального театра. Основной достопримечательностью посёлка Шевченково является памятник украинскому поэту и кобзарю Т. Г. Шевченко, в честь которого назван район и посёлок.